# Pré-en-Pail-Saint-Samson
Pré-en-Pail-Saint-Samson is een gemeente in het Franse departement Mayenne (regio Pays de la Loire). De plaats maakt deel uit van het arrondissement Mayenne. Pré-en-Pail-Saint-Samson is op 1 januari 2016 ontstaan door de fusie van de gemeenten Pré-en-Pail en Saint-Samson. De gemeente telde 2.300 inwoners op 1 januari 2022.

## Geografie
De oppervlakte van Pré-en-Pail-Saint-Samson bedroeg op 1 januari 2022 58,22 vierkante kilometer; de bevolkingsdichtheid was toen 39,5 inwoners per km².

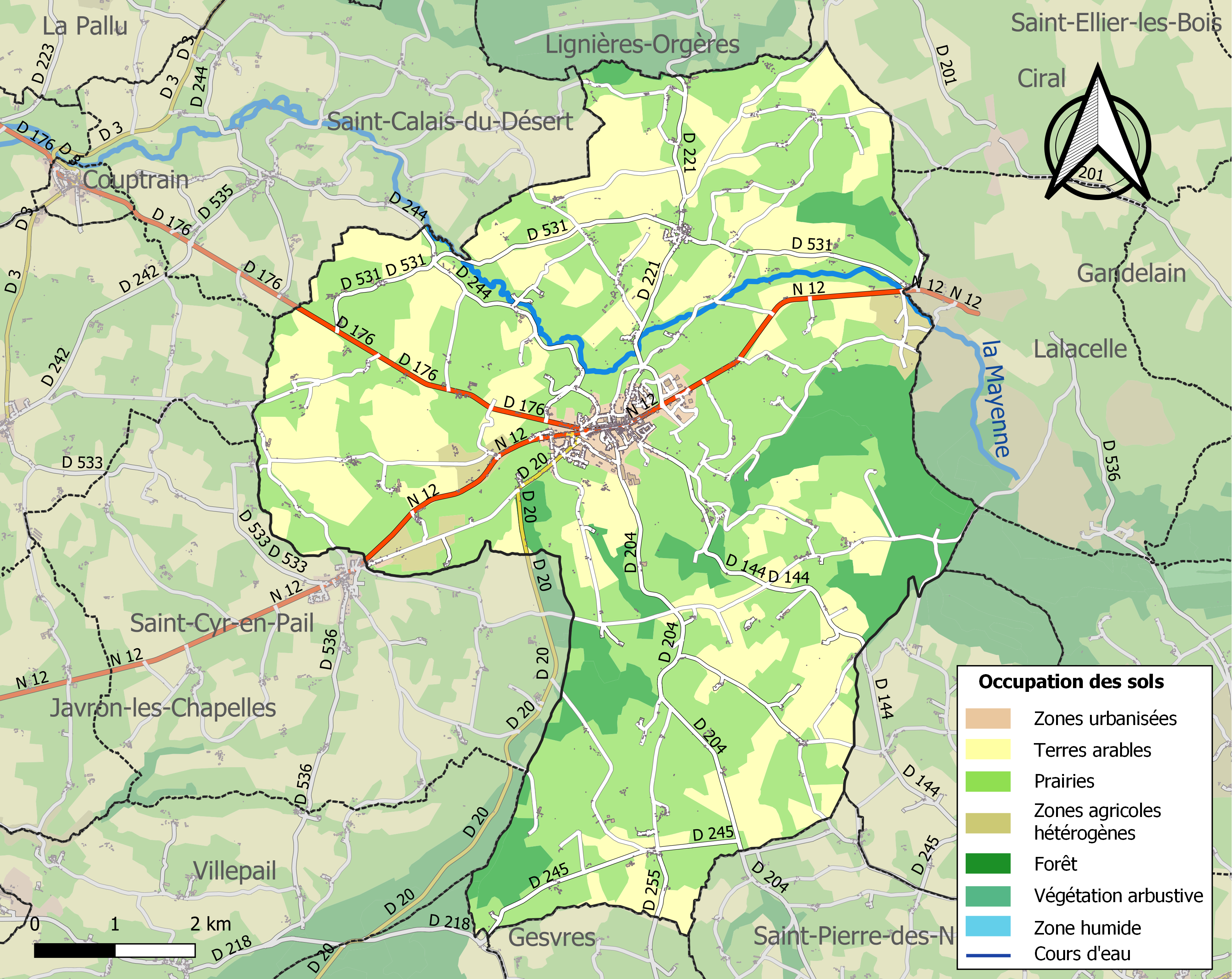
Kaart van de gemeente met de belangrijkste infrastructuur, bodemgebruik en omliggende gemeenten